# جبعا
جبعا (به عربی: جبعا) یک منطقهٔ مسکونی در لبنان است که در شهرستان بعلبک واقع شده‌است. جبعا ۱٬۱۱۰ متر بالاتر از سطح دریا واقع شده‌است.